# 戰場上
《戰場上》是香港無綫電視於2024年播出的一個紀錄片式資訊節目，是該年度的台慶綜藝節目之一。節目由主持人黎芷珊走訪正發生戰爭的地區，以訪問及體驗當地民眾生活為主，包括俄烏戰爭的烏克蘭、以色列—哈马斯战争的以色列及加沙地帶邊界地區。但播出兩集後，關於俄烏戰爭的單元便被親中群體批評立場偏向烏克蘭方，節目隨後亦停播。

## 製作與播放安排
在2022年進入全面戰爭階段的俄烏戰爭，及在2023年爆發的以色列—哈马斯战争（下稱以哈戰爭），這兩場受到全球關注的戰爭，在2024年仍然持續。是年香港無綫電視製作《戰場上》此一節目，安排主持人黎芷珊親身前往該兩場戰爭的波及地區，主要活動為訪問當地民眾、體驗戰火下的民眾生活為主、參觀戰爭相關遺址及紀念物，標榜為「第一身視角」。
拍攝地為俄烏戰爭的烏克蘭、以哈戰爭的以色列一帶。最初的宣傳指拍攝地包括巴勒斯坦，至播出前的記者會則指以哈戰爭的主要交戰地區——巴勒斯坦人聚居的加沙地帶難以進入，故只在其邊界區域進行過拍攝。攝製隊分別於2024年8月及9月前往烏克蘭及以色列一帶拍攝，在兩地拍攝約30日，曾因以色列局勢升溫而延遲出發。隊伍只有監製、主持人、一名攝影師，共三人。
節目監製為蘇敏儀，她曾監製同類型節目《走過烽火大地》。據她透露，節目的構思由無綫電視總經理曾志偉向她提出，最初她不肯定是否可行，經過一番資料搜集後決定展開拍攝。
由於風險甚高，節目主持人一職不易物色，後由黎芷珊自薦擔任。她曾在《萬千星輝頒獎典禮2012》獲得「最佳節目主持」獎項，但她以往的節目以演藝圈人士的訪談為主，沒有類似經驗。旁白則由歌手周吉佩擔任。
2024年10月中在無綫電視57周年台慶的宣傳裡，介紹了此節目為台慶綜藝節目之一。後節目定於2024年11月4日起，逢周一至五晚上10點半在翡翠台播出，原定播出10集，首5集為俄烏戰爭單元。

## 各集內容
| 集數 | 播出日期 | 到訪國家 | 內容簡介 | 來源               |
| ---- | -------- | -------- | --- | ------------------ |
| 1    | 11月4日  | 烏克蘭   | 此集開首為序言及整個節目的片段剪輯，包含以哈戰爭相關內容。 正式進入烏克蘭內容，攝製隊首先到達霍斯托梅爾，一個當地家庭講述戰時及俄軍佔領時期的經歷（見霍斯托梅爾戰役）。其後到訪首都基輔，及附近曾發生激烈戰鬥的城鎮伊爾平、莫瑞、大比例人口死亡的布查。受訪者提到俄軍有射殺無辜平民的行為。 | [ 6 ] [ 11 ] [ 8 ] |
| 2    | 11月5日  | 烏克蘭   | 拍攝地點包括博羅江卡、伊爾平及基輔。訪問一位年青女子，提到她因戰爭而缺乏人生計劃，亦與居於俄羅斯的親戚關係破裂；訪問一位軍人的前妻躲在地下室，其曾長期與幼女，但丈夫從戰場上歸來後性情大變而拋棄妻女；訪問曾往愛爾蘭逃避戰火的兒童及母親。                                                  | [ 12 ] [ 8 ]       |

## 爭議與停播
關於俄烏戰爭的首兩集播出後，被一些網民強烈批評立場偏頗，只側重烏克蘭方的觀點，未有採訪俄羅斯方，來自親中Facebook群組「Save HK」的網民聲音最受注意，他們指節目「散播烏克蘭是戰爭受害者」的訊息，要求中止節目；節目片尾被發現鳴謝United24，該平台是烏克蘭政府為籌募戰時資金而設立；有網民呼籲向監管電視台的通訊事務管理局投訴，無綫電視及黎芷珊的社交平台專頁亦遭到網民留言指責。此外，亦有觀眾批評旁白經常採用問句，諸如為何要殺戮、為何要打仗，這些問句純屬煽情，節目沒有提出答案。
但亦有觀眾表示此節目的主題在香港實屬難得；深入戰亂地區之舉，值得敬佩；亦有網民在爭議出現後為黎芷珊打氣。
批評聲音出現後，適逢2024年美國總統選舉完結，無綫安排於11月6日（星期三）及7日（星期四）《戰》的原定時段，播放有關美國總統選舉的特備節目《重掌白宮》，《戰》而停播，被腰斬的傳聞隨此消息傳開，但一時之間仍未能肯定是否因應《特朗普重掌白宮》的臨時調動。據11月7日晚間前的傳媒報道，無綫官方網站上介紹此節目的文章已被刪除，而其OTT平台 myTV SUPER亦搜尋不到此節目，黎芷珊的Facebook專頁亦已刪除宣傳節目的文章，但在11月8日（星期五）及下一星期的電視節目表上仍有此節目，當日無綫及黎芷珊都未有對傳媒的查詢作出回應。11月7日晚，電視節目表終被修改，11月8日同一時段的節目也改為《特朗普重掌白宮》，而下一星期則改為王祖藍主持的旅遊節目《一條麻甩在汕頭》（首播第1-5集）。
「Save HK」創辦人、新民黨立法會議員何敬康回應此事時，表示他不會干預網民言論，也不猜測此節目下架的原因。截至11月8日，通訊事務管理局接獲有關此節目的投訴約570宗，投訴理由主要為節目立場偏頗、內容失實、散播及加深對個別國家的仇恨、誤導觀眾。

## 備註
1. ↑  直接按照來源字眼，未肯定是分別30日，還是合共30日。